# Compsocidae
Compsocidae es una familia de insectos en Psocodea del suborden Troctomorpha. La familia comprende dos especies en dos géneros, ambas de Mesoamérica. Compsocus elegans habita en México y América Central, mientras que Electrentomopsis variegata habita en México.  Las antenas de estas especies poseen entre 13 y 14 segmentos.